# Gert Fredriksson
Gert Fredriksson (Nyköping, 21 novembre 1919 – Nyköping, 5 luglio 2006) è stato un canoista svedese.
È l'atleta svedese più vittorioso alle Olimpiadi, con ben sei ori, un argento e un bronzo. Ha vinto anche 7 titoli mondiali e 71 svedesi. Nel 1949 ha vinto la Medaglia d'oro dello Svenska Dagbladet.

## Palmarès
- Olimpiadi
  - Londra 1948: oro nel K1 1000 m e K1 10000 m.
  - Helsinki 1952: oro nel K1 1000 m e argento nel K1 10000 m.
  - Melbourne 1956: oro nel K1 1000 m e K1 10000 m.
  - Roma 1960: oro nel K2 1000 m e bronzo nel K1 1000 m.
- Mondiali
  - 1948: oro nel K1 500 m e K1 4x500 m.
  - 1950: oro nel K1 1000 e K1 4x500 m e argento nel K1 10000 m.
  - 1954: oro nel K1 500 m, K1 1000 m e K1 4x500 m.
  - 1958: argento nel K1 500 m e bronzo nel K1 1000 m e K1 4x500 m.